# El sexto hijo (película de 2022)
El sexto hijo ( en francés: Le sixième enfant) es una película dramática francesa de 2022 dirigida por Léopold Legrand en su debut cinematográfico, y coescrita por Legrand y Catherine Paillé. La película está basada en la novela Pleurer des rivières, de Alain Jaspard, de 2018. Está protagonizada por Sara Giraudeau, Benjamin Lavernhe, Damien Bonnard y Judith Chemla y se estrenó en el Festival de Cine Francófono de Angulema el 24 de agosto de 2022. En Francia, se estrenó el 28 de septiembre de 2022.

## Sinopsis
Franck y Meriem, una pareja romaní, tienen cinco hijos y viven en una caravana en Aubervilliers. Franck trabaja como chatarrero y lucha por ganar lo suficiente para mantener a su familia. Anna y Julien, ambos abogados, son una pareja que no puede tener hijos. Una noche, Franck, sin saberlo, ayuda a revender chatarra robada y, tras un accidente de tráfico, pierde su furgoneta de trabajo y se ve acusado de robo y se arriesga a una pena de prisión. Julien defiende con éxito a Franck en el tribunal, obteniendo una sentencia suspendida. A Julien también le revocan el permiso de conducir. Por lo tanto, Anna va a recogerlo al juzgado y termina llevando a Franck a casa. Descubren a su numerosa familia y su precaria situación.
Poco después, Franck visita a Julien en su oficina. Le explica que Meriem está embarazada de dos meses y que sus convicciones religiosas prohíben el aborto, pero que no pueden permitirse tener un sexto hijo. Franck tiene deudas y necesita comprar una furgoneta. Él y su esposa creen que Julien y Anna serían buenos padres y que, a cambio, la pareja podría ayudarlos a salir de su difícil situación económica.

## Producción
El sexto hijo fue producida por Frédéric Brillion y Gilles Legrand para Epithète Films en coproducción con France 2 Cinéma. El rodaje tuvo lugar del 12 de abril al 28 de mayo de 2021 en París.

## Estreno
La película tuvo se estrenó en el 15º Festival de Cine Francófono de Angulema el 24 de agosto de 2022.  La película se estrenó en Francia el 28 de septiembre de 2022 por Pyramide Distribution. 

### Reconocimientos
| Otorgar                                 | Fecha de la ceremonia | Categoría                     | Destinatario(s)                    | Resultado | Ref.  |
| --------------------------------------- | --------------------- | ----------------------------- | ---------------------------------- | --------- | ----- |
| Festival de cine francófono de Angulema | 28 de agosto de 2022  | Valois del mejor escenario    | Léopold Legrand y Catherine Paillé | Ganador   | [ 5 ] |
| Festival de cine francófono de Angulema | 28 de agosto de 2022  | Valois de la meilleure actriz | Sara Giraudeau y Judith Chemla     | Ganador   | [ 5 ] |
| Festival de cine francófono de Angulema | 28 de agosto de 2022  | Valois del público            | El sexto niño                      | Ganador   | [ 5 ] |
| Festival de cine francófono de Angulema | 28 de agosto de 2022  | Valois de la música del cine  | Luis Sclavis                       | Ganador   | [ 5 ] |
| Premios César                           | 24 de febrero de 2023 | Mejor ópera prima             | El sexto niño                      | Nominada  | [ 6 ] |
| Premios César                           | 24 de febrero de 2023 | Mejor Actriz de Reparto       | Judith Chemla                      | Nominada  | [ 6 ] |
| Premios Lumière                         | 16 de enero de 2023   | Mejor ópera prima             | El sexto niño                      | Ganador   | [ 7 ] |